# 侦探歌剧 少女福尔摩斯
《侦探歌剧 少女福尔摩斯》是由Bushiroad制作的多媒体系列作品。在電子游戏、小说、漫画、动画、广播剧等各方面都有创作。
作品标题中的“Opera”是指肥皂剧（Soap Opera，即电视连续剧），同时也代指游戏主角小林オペラ。

## 世界观
本作的舞台是活跃着怪盗与侦探的近未来架空世界里的“侦探之都横浜”。世界上有着被称为“TOYS”的特殊能力，侦探与怪盗之间使用“TOYS”能力相互战斗着，这个时期被称为“大侦探时代”。
故事是以梦想着成为侦探的四位少女、为中心的。

### TOYS
一部分人拥有的各种各样的超能力。
怪盗均有TOYS能力，而侦探必须持有TOYS能力才能取得执照和搜查特权。

### Holmes侦探学院
国际侦探机构（IDO）在数年前设立的国际教育机关之一，MILKY HOLMES四人上学的地方，有新旧两座校舍。
在动画版中，学院内有夏洛克·福尔摩斯的铜像。

### 搜查特权
持有执照的侦探们特有的权限。在怪盗出现进行犯罪活动时，侦探可以凭此权限介入搜查，以TOYS能力与怪盗对抗，即使是警察也必须配合他们。

## 登場人物
- 人物的姓名都来自有名的推理、怪诞小说。
- 声优在动画、游戏中是相同的。
- 同一人物在游戏、动画中的性格各不相同。
  - 游戏属于正统作品；TV动画属于派生作品，是偏向恶搞的喜剧。
  - OVA动画与TV版的性质不同，风格更偏向游戏。

### Milky Holmes
福尔摩斯侦探学院的4位女生及指挥她们的小林所组成的侦探小组。4人的名字是由日本以外的侦探名组成。
夏洛克·雪莉福德
声 - 三森铃子（日）；陳姻岐（港）
Milky Holmes的成员之一，16岁（PSP游戏2代结束时，下同），通称「シャロ」，作为侦探活动时穿着粉色的衣服和短裙，拿著棕色的放大鏡。
TOYS能力是“念動力”，仅能移动视线所及的1公斤以下的物体。
动画设定：应该是Milky Holmes的领导人，但是却一次都没有发挥领导人的作用。有着说「**なのです!……って、なんでですか〜」的习惯。
名字来自19世纪末英国侦探小说家阿瑟·柯南·道尔笔下的侦探夏洛克·福尔摩斯。
让崎 妮洛
声 - 德井青空（日）；羅婉楓（港）
Milky Holmes的成员之一，16岁，作为侦探活动时穿着黄色的衣服和短裤。
TOYS能力是“透过金属控制电子机器及取得情报”，也可以透过人体的微弱电流进行测谎。
成员中最男孩子气的人，口袋和帽子里经常藏有甜食。有吐舌头的习惯。
动画设定：「吃」最优先主义者，成员中最自我中心的人。
名字来自美国侦探小说作家雷克斯·斯托特笔下的著名安乐椅侦探尼禄·沃尔夫。
艾露克露·伯顿
声 - 佐佐木未来（日）；高雅玲（港）
Milky Holmes的成员之一，17岁，通称「エリー」，作为侦探活动时穿着绿色的衣服和长裙，動畫版第四季則換為短裙，劇場版再換回長裙。
TOYS能力是“怪力·硬化·重量增加”。
爱读书，害羞，不愿主动使用能力。
动画设定：有极度的对人恐怖症，声音小，容易哭。经常跟随周围人的意见行动。
名字来自英国小说家阿加莎·克里斯蒂（1890-1976）笔下的大侦探赫丘勒·白羅。
柯蒂妮娅·格拉卡
声 - 橘田泉（日）；陳雪瑩（港）
Milky Holmes的成员之一，18岁，作为侦探活动时穿着蓝色的衣服和中短裙。
TOYS能力是5感强化，同时精通格斗术，有很高的近战能力。
动画设定：兴趣是打扫。腐向，很容易陷入“Milky Holmes 4人关系很好”的妄想中。经常由于过度妄想而无法返回现实。
名字是来自英国当代著名推理小说女作家P·D·詹姆斯笔下的私家女侦探寇蒂莉亚·葛蕾。
小林 歌剧
声 - 森嶋秀太
PSP游戏1代的主角。20岁，被刻意安排进侦探学院的Milky Holmes的负责人。
TOYS能力在14岁时和怪盗L战斗后消失，但仍有敏捷的头脑和身手。
在游戏最后离开日本赴英国留学。PSP游戏2代中于第四章登场。动画版中以“Milky Holmes的教育者”的身份仅在两部OVA以及照片中登场，最新动画FFPN中亦有登场。
名字来自江戶川亂步的少年侦探团系列团长小林芳雄。
艾菈莉 姬百合
声 - 高森奈津美
PSP游戏2代的主角。15岁。原先是在警察學校就讀，因為在追蹤怪盜時體內的TOYS覺醒，所以轉入Holmes偵探學院。
在轉學的第一天，就突然被約瑟芬代理會長任命擔任Milky Holmes的新任指揮，以代替去英國的小林歌劇的職務。
TOYS的能力是強制發動，能讓擁有TOYS的能力者強制發動自己的能力，但因為這是突然覺醒的能力，所以艾菈莉也不會去掌控。
于动画《两个人是Milky Holmes》第八集登场，协助主角二人抓捕怪盗。
名字来自艾勒里·昆恩，同名推理小說系列中的偵探，同時也是該系列推理小說的作者之筆名。

### Feathers
常盘 和美
声 - 愛美
Feathers的成员之一，Holmes侦探学院的中学生，12岁，黑色短发，作为侦探活动时穿着黑色的披肩和连衣裙。
TOYS能力是“光箭”，破坏力较弱，但和爱丽丝的TOYS能力组合时会得到大幅强化。
明神川 爱丽丝
声 - 伊藤彩沙
Feathers的成员之一，另一所侦探学院的中学生，12岁，银色长发，作为侦探活动时穿着白色的披肩和连衣裙。
TOYS能力是“光盾”，不仅能弹开攻击，还有各种各样的用法。

### 怪盗帝国
在横滨市进行犯罪活动的怪盗组织之一。
亞森 / 安利艾特·米思堤
声 - 明坂聰美（日）；姜嘉蕾（港）
18歲、164cm、51kg、B型、生日2月27日
「怪盗帝国」的领导。穿着露出度很高的衣装，并带着假面出现的美女。
在Holmes侦探学院以学生会会长的身份生活着，在學院內人望似乎也很高。
TOYS能力是幻惑。
名字来自莫理斯·盧布朗笔下创作的一个侠盗亚森·罗宾（Arsène Lupin）。
Twenty / 二十里 海
声 - 岸尾大輔（日）；葉鎮洲（港）
23歲、174cm、57kg、B型、生日7月7日
自称是对亞森最忠诚的美型怪盗。有着莫名其妙就陶醉于自己的美貌，开始无意义脱衣服的习惯（动画设定）。
另一個身份是在Holmes侦探学院擔任教師。
TOYS能力是变装，可以精確地變成偽裝的目標。
名字来自江戶川亂步的少年侦探团系列中登场的大怪盗怪人二十面相。
Stone River / 石流 漱石
声 - 寺島拓篤（日）；簡懷甄（港）
25歲、176cm、63kg、B型、生日11月14日
使用刀剑的武斗派怪盗。比起“盗”更注重战胜侦探，对于敌人也要求“公正的”对战。
他也在Holmes侦探学院裡面當清潔工以做臥底，也在學院裡的「料理長太多食堂」當主廚。
TOYS能力是通过目光将人变成人偶（阳光照射后会自动解除）。
名字来处安土桃山時代的传说中的盗賊石川五右衛門。
Rat / 根津 次郎
声 - 下野紘（日）；張振熙（港）
17歲、162cm、53kg、B型、生日6月14日
使用炸弹的专家。比起“盗”更注重“让别人感到困扰”“让社会骚动”的愉快犯型怪盗。怪盗帝国中最矮最年轻的。
於Holmes侦探学院裡面偽裝成Milky Holmes的同班同學。
TOYS能力是发火，通常是用來引爆炸彈用的。
名字来自江户時代中的传说中的义贼鼠小僧次郎吉。
怪盗L
声 - 石塚運昇
戴着面具，使用变声器的大怪盗，曾与小林歌剧战斗，之后一度销声匿迹。
TOYS能力是精神操作。
于PSP游戏1、2代登场。他留下的三颗宝石（蓝钻石、黑珍珠、水晶柱）在第二作中成为侦探、怪盗和警察三方争夺的关键物品。
名字来自莫理斯·卢布朗笔下的亚森·罗宾。
卡里奧斯特羅 / 約瑟芬·米思堤
声 - 真田麻美
於PSP游戏2代登場。在亞森神秘失蹤之後成為怪盜帝國首領的神秘女性。
以約瑟芬的名字來代替亞森在Holmes侦探学院的學生會長職務而成為代理會長，並任命剛轉到學院的姬百合擔任Milky Holmes的新任指揮。
自稱是安利艾特的姊姊。討厭被說是代理會長，當被說是代理會長時都會強調自己不是代理的。
TOYS能力是複製，可以通过身体接触複製對方TOYS的能力，但複製的TOYS能力無法達到跟被複製對象相同的水平，并且只能使用一次。
名字来自莫理斯·卢布朗笔下的卡格利奥斯特罗伯爵夫人。
豐
声 - 能登麻美子
于PSP游戏1、2代登场。作为怪盗亚森助手的软弱少年。
第二作中安利艾特失蹤之後就跟在代理會長約瑟芬旁邊。

### Genius4
警察方面组织起来处理怪盗事件的小组，通称G4。人员是明智、钱形、長谷川、遠山4位少女，均没有TOYS能力，以及指挥她们的神津警视。名字来自日本的侦探。
明智小衣
声 - 南條愛乃（日）；陳頴琪（港）
G4的队长，14岁，金色卷髮。跳级完成大学学业的超天才，G4中最年幼，但是如果被当作孩子会非常生气。将夏洛克视作对手。
名字来自江戶川亂步的少年侦探团系列中登场的名侦探明智小五郎。
钱形次子
声 - 泽城美雪（日）；姜嘉蕾（港）
G4的成员之一，20岁，綠色短髮。队中的大姐头，负责驾驶，从汽车到飞机都能开，也擅长射击。閒時會義務幫忙在公園的美食車製作鈴形小蛋糕，而被小衣誤會而告說「身為公務員不可以做兼職」。
名字来自野村胡堂所著《钱形平次捕物控》登场的主角钱形平次。
長谷川平乃
声 - 新谷良子（日）
G4成员之一，17岁，黑色長髮。武道合计五十段，负责近战。对于礼仪很在意，很容易开始说教，閒時也有穿哥德蘿莉服的習慣。
名字来自在江戶時代真实存在的人物，亦是池波正太郎所著《鬼平犯科帳》中登场的主角長谷川平藏。
遠山咲
声 - 田村由香里（日）；谢颖茵（港）
G4的成员之一，18岁，粉色長髮。擅长电子，负责处理情报。表情稀少，说话总是慢条斯理，但嘴巴却有点毒，口中經常含着糖果，閒時有打麻将的習慣。
名字来自在江戶時代真实存在的人物，亦是時代劇《遠山之金先生》中登场的主角遠山金四郎景元。
神津玲
声 - 千葉進步
Genius4的指揮官，帶著眼鏡穿著灰色西裝的灰髮男子。與小林歌劇以前是同班同學，擁有出色的狀況分析和判斷力。
仅于PSP游戏1、2代登场。
名字来自高木彬光笔下的名侦探神津恭介。

### 偶像
天城茉莉音
声 - 新田惠海
动画第4期登场。超级偶像。
法條美樹
聲 - 中津真莉
崇拜茉莉音的BKT10000偶像。
千田元子
声 - 吉井彩實
BKT10000偶像，在茉莉音失去歌声之后从事务所辞职。
花崎麻缪
声 - 南條愛乃
明智小衣被十津川警子洗脑后登上舞台的姿态。
名字来自江戶川亂步的少年侦探团系列中登场的女性团员花崎マユミ。

### 其它
魚糕
声 - 下野紘
动画版中夏洛克捡来的猫。
可倫波
声 - 松岡由貴
初登場為第2期第5話。大阪人士，擁有双重人格。
名字來自經典偵探電影系列《神探可倫坡》的主角可倫坡（Columbo）。
美丽的毁灭之粉/十津川警子
声 - 中上育实
动画第3期登场。横滨交通科的警官，同时也是粉色怪盗。以消除记忆的TOYS能力，将警察和怪盗双方玩弄于股掌之中。
动画第4期继续以明智小衣助手的身份潜伏在警察局。
名字来自西村京太郎作品中的十津川省三警部。

## 游戏

### PSP
- 侦探歌剧 少女福尔摩斯
  - 2010年12月16日发售[3][4]
  - PSP平台，子安秀明编剧，ARTDINK开发。
  - 以被强行拉入福尔摩斯侦探学院担任教官的“小林歌剧”为主角，指导“Milky Holmes”四人组进行破案的游戏，兼具恋爱要素。

- 侦探歌剧 少女福尔摩斯1.5
  - 2011年9月29日发售[5]
  - PSP平台（仅有PSN下载版，后与二代限定版同捆销售）
  - 在1代的基础上增加了部分剧本，并对一些细节进行了修正。
  - 主要人物的语音重新录制，风格偏向动画版。人物插画和部分CG重绘，并增加了一部分事件CG。
  - 游戏界面改进，与之后推出的二代相同。

- 侦探歌剧 少女福尔摩斯2
  - 2012年8月23日发售[6]
  - PSP平台，编剧换为山根直树。
  - 主角换为艾菈莉·姬百合，但小林歌剧仍是重要人物。

#### 主題歌
一代（1.5代）
片头曲1「雨上がりのミライ」
作词 - 畑亞貴 / 作曲、编曲 - 神前晓 / 歌 - Milky Holmes
片头曲2「INFINITE CRISIS」
作词、作曲、编曲 - 中山真斗（Elements Garden） / 歌 - 飛蘭
片尾曲「聞こえなくてもありがとう」
作词 - 畑亞貴 / 作曲、编曲 - 神前晓 / 歌 - Milky Holmes
二代
片头曲1「プロローグは明日色」
作词 - こだまさおり / 作曲、编曲 - 森慎太郎 / 歌 - Milky Holmes
片头曲2「Whodunit night」
作词 - 畑亞貴 / 作曲、编曲 - クボタシンゴ / 歌 - SV TRIBE（美郷あき、遠藤正明、北谷洋）
片尾曲「バイバイエール!」
作词 - こだまさおり / 作曲、编曲 - 原田アツシ / 歌 - Milky Holmes

### 页游
- Click！怪盗帝国
  - 2010年12月12日公开的免费网页游戏。

### 手游
- 大疾走！Milky Holmes Turbo
  - 2012年12月公开，有iOS版和Android版。

- TOYS Driver
  - 2014年12月公开，有Android版和iOS版。

## 动画
第1期 探偵オペラ ミルキィホームズ
2010年10月开始在每日放送电视台、东京MX电视台及其它全国共8个电视台，并在NICONICO进行网络播放。
特番
- 探偵オペラ ミルキィホームズ Summer Special
  - 『さようなら、小衣ちゃん。ロング・グッドバイ・フォーエバーよ永遠に・・・』

第2期 探偵オペラ ミルキィホームズ 第2幕
2012年1月开始在每日放送电视台、东京MX电视台及其它电视台播放。
特番
- 探偵オペラ ミルキィホームズ Alternative
  - 『探偵オペラ ミルキィホームズ Alternative ONE 〜小林オペラと5枚の絵画〜』
  - 『探偵オペラ ミルキィホームズ Alternative TWO 〜小林オペラと虚空の大鴉〜』

2012年8月、12月播放。
第3期 ふたりはミルキィホームズ
2013年7月13日開始播放。
第4期 探偵歌劇 ミルキィホームズ TD
2015年1月開始播放。
- 本作将标题中的“Opera”改写为汉字“歌剧”，后缀“TD”是手机游戏“TOYS Driver”的缩写，也是剧中常用句“探偵です”（Tantei Desu）的缩写。

劇場版 探偵オペラ 逆襲のミルキィホームズ
2016年2月27日公映。
特番
- 探偵オペラ ミルキィホームズ ファンファンパーリーナイト♪～ケンとジャネットの贈り物～

2016年12月31日播放的新年特别篇

### 工作人员
第1期
- 制作總指揮·原案：木谷高明
- 企画·原作：Bushiroad、Chrono Gear Creative
- 監督：森脇真琴
- 助監督：池端隆史
- 系列構成：筆安一幸
- 人物原案：谷原菜月（EDEN'S NOTES）、
- 人物设计：沼田誠也
- 主要动画制作：野田康行
- 道具设计：氏家嘉宏、宮川知子
- 美術監督：小林七郎
- 色彩設計：日野亚朱佳
- 攝影監督：五十嵐慎一
- 編集：後藤正浩
- 音響監督：明田川仁
- 音樂：原田勝通
- 总制片人：中村伸行
- 制片人：大島靖、斋藤滋、小田ツヨシ、二瓶茂人、福良啟、松倉友二
- 动画制作：J.C.STAFF
- 製作：少女福尔摩斯製作委員会

第2期
- 制作總指揮·原案：木谷高明
- 企画·原作：Bushiroad、Chrono Gear Creative
- 監督：森脇真琴
- 助監督：池端隆史
- 系列構成：筆安一幸
- 人物原案：谷原菜月（EDEN'S NOTES）、
- 人物设计：沼田誠也
- 主要动画制作：野田康行
- 道具设计：氏家嘉宏、宮川知子
- 美術監督：小林七郎
- 色彩設計：日野亚朱佳
- 攝影監督：五十嵐慎一
- 編集：後藤正浩
- 音響監督：明田川仁
- 音樂：井之原智（Angel Note）
- 总制片人：木谷高明
- 制片人：大島靖、斋藤滋、小田ツヨシ、二瓶茂人、福良啟、松倉友二
- 动画制作：J.C.STAFF
- 製作：少女福尔摩斯製作委員会

Alternative
- 制作总指挥·原案：木谷高明
- 企画·原作：Bushiroad、Chrono Gear Creative
- 原作协助：奥村越后屋、小玉励
- 监督·分镜·演出：岩崎良明
- 人物原案：谷原菜月（EDEN'S NOTES）、
- 总制片人：中村伸行
- 制片人：福场一义、井上俊次、安艺贵範、太田豊纪、青木健彦、森本浩二
- 脚本：伊神贵世
- 人物设计：沼田诚也
- 色彩设计：山崎朋子、日野亚朱佳
- 作画监督：小关雅
- 美术监督：水谷利春
- 摄影监督：五十岚慎一
- 编集：后藤正浩
- 音响监督：明田川仁
- 音乐：MONACA、井之原智（Angel Note）
- 动画制作：J.C.STAFF
- 製作：少女福尔摩斯製作委员会

第3期
- 監督：錦織博
- 系列構成：白根秀樹
- 人物设计：藤田まり子（日语：藤田まり子）
- 道具设计：益田賢治
- 美術監督：水谷利春
- 色彩設計：三笠修
- 攝影監督：堀野大輔
- 音樂－ 市川淳
- 音樂製作：響ミュージック（日语：響ミュージック）
- 動畫製作：J.C.STAFF、Nomad

第4期
- 制作总指挥·原案：木谷高明
- 企画·原作：Bushiroad、Chrono Gear Creative
- 監督：錦織博
- 助監督：花井宏和
- 脚本：小室天河、雜破業、安川正吾、伊神贵世、白根秀樹、横水兵一
- 人物原案：谷原菜月（EDEN'S NOTES）、
- 人物设计：藤田まり子（日语：藤田まり子）
- 音樂製作：菊田大介（Elements Garden）、上松範康（Elements Garden）
- 音樂：Elements Garden（菊田大介、Evan Call、母里治树、喜多智弘）
- 動畫製作：J.C.STAFF、Nomad

剧场版
- 制作总指挥·原案：木谷高明
- 企画·原作：Bushiroad、Chrono Gear Creative
- 总导演：森脇真琴
- 导演：樱井弘明
- 编剧：笔安一幸
- 人物原案：谷原菜月、
- 人物设计：沼田誠也
- 音乐：Elements Garden
- 动画制作：J.C.STAFF

### 主題歌
第1期
片头曲「正解はひとつ!じゃない!!」
作詞 - 畑亚貴 / 作曲、編曲 - 山口朗彦 / 歌 - Milky Holmes
片尾曲「本能のDOUBT」
作詞 - こだまさおり / 作曲、編曲 - 中山真斗（Elements Garden） / 歌 - 飛蘭
Summer Special
片头曲「正解はひとつ!じゃない!!」
作詞 - 畑亚貴 / 作曲、編曲 - 山口朗彦 / 歌 - Milky Holmes
片尾曲 「パーティーパーティー!」
作詞 - こだまさおり / 作曲・編曲 - 鈴木裕明 / 歌 - Milky Holmes
第2期
片头曲「ナゾ!ナゾ?Happiness!!」
作詞 - こだまさおり / 作曲・編曲 - 高田曉 / 歌 - Milky Holmes
片尾曲「Lovely Girls Anthem」
作詞 - こだまさおり / 作曲・編曲 - 平田祥一郎 / 歌 - 麻生夏子
插入曲
「ナマコソング」（第3話）
作詞 - 森脇真琴、櫻井弘明 / 作曲 - 櫻井弘明 / 編曲 - 武藤星兒 / 歌 - Milky Holmes
「ヨコハマを歩こう」（第9話）
作詞 - こだまさおり / 作曲・編曲 - Akihiko Ono / 歌 - 米倉千尋
「私はあなたを導いてゆく」（第12話）
作詞 - 森脇真琴 / 作曲・編曲 - 伊藤賢 / 歌 - NICO
Alternative ONE & TWO
片头曲「雨上がりのミライ (Alternative Mix)」
作词 - 畑亚貴 / 作曲 - 神前晓 / 編曲 - fandelmale (Arte Refact) / 歌 - Milky Holmes
片尾曲「キミのなかのワタシ」
作詞 - こだまさおり / 作曲・編曲 - 山田高広 / 歌 - Milky Holmes & SV TRIBE（美郷あき、遠藤正明、きただにひろし）
第3期
片頭曲「ぐろーりーぐろーいん☆DAYS」
作詞 - こだまさおり / 作曲・編曲 - 高田曉 / 歌 - Milky Holmes
片尾曲「セイシュンビギナー!」
作詞 - こだまさおり / 作曲・編曲 - 高田曉 / 歌 - Milky Holmes Feathers
第4期
片頭曲「ミルキィ A GO GO」
作詞 - こだまさおり / 作曲・編曲 - 菊田大介（Elements Garden） / 歌 - Milky Holmes
片尾曲「探求Dreaming」
作詞 - 畑亞貴 / 作曲 - 上松範康（Elements Garden） / 編曲 - 岩橋星實（Elements Garden） / 歌 - 新田惠海
插入曲
「PIECE&PEACE」（第1話）
作詞 - RUCCA/ 作曲・編曲 - 喜多智弘（Elements Garden） / 歌 - Milky Holmes
「パーフェクトラブ！」（第2、4、12話）
作詞 - RUCCA / 作曲 - 菊田大介（Elements Garden） / 編曲 - 喜多智弘（Elements Garden） / 歌 - 明智小衣（聲：南條愛乃）
「エッセンシャル！」（第3話）
作詞 - RUCCA / 作曲・編曲 - 岩橋星實（Elements Garden） / 歌 - Milky Holmes
「ミルキィろけんろー」（第4話）
作詞 - RUCCA / 作曲 - 菊田大介（Elements Garden） / 編曲 - 藤永龍太郎（Elements Garden） / 歌 - Milky Holmes
（第5話）
作詞 - RUCCA / 作曲・編曲 - 岩橋星實（Elements Garden） / 歌 - Milky Holmes
「ト・リ・コ」（第6話）
作詞 - RUCCA / 作曲・編曲 - 喜多智弘（Elements Garden） / 歌 - 艾露克露·伯頓（聲：佐佐木未来）
「NERORO☆おんど」（第7話）
作詞 - RUCCA / 作曲 - 母里浩樹（Elements Garden） / 編曲 - 喜多智弘（Elements Garden） / 歌 - 讓崎妮洛（聲：德井青空）
（第8話）
作詞 - RUCCA / 作曲・編曲 - 菊田大介（Elements Garden） / 歌 - 柯蒂妮婭·格拉卡（聲：橘田泉）
「ラッキー*フルスロットル」（第9話）
作詞 - RUCCA / 作曲・編曲 - 菊田大介（Elements Garden） / 歌 - 夏洛克·雪莉福德（聲：三森鈴子）
「ハートGoes on!」（第10話）
作詞 - RUCCA / 作曲 - 菊田大介（Elements Garden） / 編曲 - 藤永龍太郎（Elements Garden） / 歌 - Milky Holmes
「奇跡の歌」（第11話）
作詞 - RUCCA / 作曲 - 上松範康（Elements Garden） / 編曲 - 菊田大介（Elements Garden） / 歌 - 天城茉莉音（聲：新田惠海） & 法條美樹（聲：中津真莉）
「オーバードライブ！」（第12話）
作詞 - RUCCA / 作曲・編曲 - 岩橋星實（Elements Garden） / 歌 - Milky Holmes
「いい日TD」（第12話）
作詞 - RUCCA / 作曲 - 上松範康（Elements Garden） / 編曲 - 喜多智弘（Elements Garden） / 歌 - Milky Holmes & Feathers & 明智小衣(聲：南條愛乃) & 天城茉莉音(聲：新田惠海)
FFPN（ファンファンパーリーナイト）
片尾曲「ファンファンパーリーナイト♪」
作詞 - こだまさおり / 作曲 - 鈴木裕明 / 歌 - Milky Holmes

### 各話列表
| 話数                                       | 副標題                         | 中文副標題                              | 脚本                           | 分镜                           | 演出                           | 作画監督                                                                             | 片尾插画                              | 事件原型                               |
| 第1期《偵探歌劇 少女福爾摩斯》             | 第1期《偵探歌劇 少女福爾摩斯》 | 第1期《偵探歌劇 少女福爾摩斯》          | 第1期《偵探歌劇 少女福爾摩斯》 | 第1期《偵探歌劇 少女福爾摩斯》 | 第1期《偵探歌劇 少女福爾摩斯》 | 第1期《偵探歌劇 少女福爾摩斯》                                                       | 第1期《偵探歌劇 少女福爾摩斯》        | 第1期《偵探歌劇 少女福爾摩斯》         |
| ------------------------------------------ | ------------------------------ | --------------------------------------- | ------------------------------ | ------------------------------ | ------------------------------ | ------------------------------------------------------------------------------------ | ------------------------------------- | -------------------------------------- |
| 第1話                                      |                                | 屋顶的潜入者                            | 筆安一幸                       | 森脇真琴                       | 池端隆史                       | 氏家嘉宏                                                                             | 沼田誠也                              | 屋顶裡的散步者（江戶川亂步）           |
| 第2話                                      |                                | 口袋里的面包                            | 江夏由結                       | 增田敏彦                       | 德本善信                       | 大庭小枝 北原聰志 兒玉亮 清水勝祐                                                    | 沼田誠也                              | 黑麦奇案（阿加莎·克里斯蒂）            |
| 第3話                                      |                                | 棺材的恐怖                              | 國澤真理子                     | 湖山禎崇                       | 湖山禎崇                       | 瀧本祥子                                                                             | 猫将軍                                | 恐怖的三角公馆（江戶川亂步）           |
| 第4話                                      |                                | 巴顿术的秘密                            | 筆安一幸                       | 神保昌登                       | 神保昌登                       | 日高真由美                                                                           | 猫将軍                                | 钟楼的秘密（江戶川亂步）               |
| 第5話                                      |                                | 鱼糕失踪事件                            | 江夏由結                       | 佐佐木奈奈子                   | 佐佐木奈奈子                   | 兵渡勝 のりみそのみ 沼田誠也                                                         | 春原罗宾逊                            | 身分之谜 （阿瑟·柯南·道尔）            |
| 第6話                                      |                                | 公主的替身                              | 國澤真理子 筆安一幸            | 中野英明                       | 中野英明                       | 吉原達矢                                                                             | 沼田誠也                              | 女王的首饰 （莫理斯·卢布朗）           |
| 第7話                                      |                                | 太阳下的嬉戏                            | 安川正吾                       | 福田道生                       | 高島大輔                       | 佐藤敏明 武藤和浩 輿石暁 小關雅 鳥居貴史 沼田誠也                                    | 木足利根曽                            | 阳光的秘密 （莫理斯·卢布朗）           |
| 第8話                                      |                                | 晃悠悠的女人                            | 水内せりり 筆安一幸            | 櫻井弘明                       | 德本善信                       | 大庭小枝 兒玉亮 北原聰志 清水勝祐                                                    | 木足利根曽                            | 第三位女郎 （阿加莎·克里斯蒂）         |
| 第9話                                      |                                | MH的悲剧                                | 安川正吾                       | 松林唯人                       | 松林唯人                       | 瀧本祥子                                                                             | Roots                                 | W的悲剧 （夏樹静子）                   |
| 第10話                                     |                                | 不适合Milky Holmes的职业                | 江夏由結                       | 中野英明                       | 中野英明                       | 小關雅                                                                               | Roots                                 | 不适合女性的职业 （P·D·詹姆斯）        |
| 第11話                                     |                                | 恐怖的横滨大峡谷                        | 安川正吾                       | 森脇真琴                       | 德本善信                       | 日高真由美 泉保良輔 武藤和浩 のりみそのみ                                            | 星た                                  | 恐怖谷 （阿瑟·柯南·道尔）              |
| 第12話                                     |                                | Milky Holmes的归来                      | 筆安一幸                       | 大久保政雄 湖山禎崇            | 湖山禎崇 神保昌登 池端隆史     | 兵渡勝 滝本祥子 井本由紀                                                             | 星た                                  | 福尔摩斯归来记 （阿瑟·柯南·道尔）      |
| 特别节目《偵探歌劇 少女福爾摩斯 夏季特輯》 |                                |                                         |                                |                                |                                |                                                                                      |                                       |                                        |
| -                                          |                                | 再見了，小衣。 在漫長的永久道別直到永遠 | 笔安一幸                       | 森脇真琴                       | 沼田誠也                       | 沼田誠也                                                                             | 春原罗宾逊                            | 漫长的告别 （雷蒙·钱德勒）             |
| 第2期《偵探歌劇 少女福爾摩斯 第2幕》       |                                |                                         |                                |                                |                                |                                                                                      |                                       |                                        |
| 話数                                       | 副標題                         | 中文副標題                              | 脚本                           | 分镜                           | 演出                           | 作画監督                                                                             | 片尾插画                              | 事件原型                               |
| 第1話                                      |                                | 蔬菜的下場                              | 筆安一幸                       | 森脇真琴                       | 池端隆史                       | 滝本祥子                                                                             | 5月病Mario                            | 犯罪候选人 （神探可伦坡）              |
| 第2話                                      |                                | 好吃的壽司                              | 筆安一幸                       | 大久保政雄                     | 大久保政雄                     | 野田康行                                                                             | 5月病Mario                            | 尼羅河謀殺案 （阿嘉莎·克莉斯蒂）       |
| 第3話                                      |                                | 八景島奇談                              | 江夏由結                       | 櫻井弘明                       | 湖山禎祟                       | 大庭小枝                                                                             | Makotoji                              | 巴諾拉馬島奇談 （江戶川亂步）          |
| 第4話                                      |                                | Milky Holmes的睡相                      | 安川正吾                       | 佐藤昌文                       | 佐藤昌文                       | 國行由里江                                                                           | Makotoji                              | 福尔摩斯回忆录 （阿瑟·柯南·道爾）      |
| 第5話                                      |                                | 構想的死角                              | 安川正吾                       | 中野英明                       | 中野英明                       | 小關雅                                                                               | 春原罗宾逊                            | Murder By The Book （神探可伦坡）      |
| 第6話                                      |                                | 東方快車謀殺案                          | 山川進                         | 湖山禎崇                       | 湖山禎崇                       | 滝本祥子                                                                             | 春原罗宾逊                            | 東方快車謀殺案 （阿嘉莎·克莉斯蒂）     |
| 第7話                                      |                                | 於是希望全無                            | 山川進                         | 大久保政雄                     | 大久保政雄                     | 野田康行                                                                             | oraora                                | 一個都不留 （阿嘉莎·克莉斯蒂）         |
| 第8話                                      |                                | 傷痛                                    | 筆安一幸                       | 池端隆史                       | 池端隆史                       | 五十内裕輔 柴田志郎                                                                  | カラモネーゼ                          | Bone By Bone （卡罗尔·奥康奈尔）       |
| 第9話                                      |                                | 有帶薪假期？那就應該申請2               | 安川正吾                       | 佐藤昌文                       | 佐藤昌文                       | 國行由里江                                                                           | Roots                                 | 刺激驚爆點 （布萊恩·辛格）             |
| 第10話                                     |                                | Y.H.混亂中                              | 江夏由結                       | 湖山禎崇                       | 湖山禎崇                       | 大庭小枝 滝本祥子                                                                    | Roots                                 | （詹姆士·艾洛伊）                      |
| 第11話                                     |                                | 豬油之神                                | 筆安一幸                       | 中野英明                       | 中野英明                       | 小関雅                                                                               | Daromeon                              | 狮鬃毛 （阿瑟·柯南·道尔）              |
| 第12話                                     |                                | 安利艾特的歸來                          | 筆安一幸                       | 森脇真琴                       | 德本善信                       | 野田康行 瀧本祥子 大庭小枝                                                           | Daromeon                              | 亞森·羅蘋的歸來 （莫理斯·盧布朗）      |
| 第3期《兩個人是少女福爾摩斯》              |                                |                                         |                                |                                |                                |                                                                                      |                                       |                                        |
| 話數                                       | 副標題                         | 中文副標題                              | 腳本                           | 分鏡                           | 演出                           | 作畫監督                                                                             | 總作畫監督                            | 片尾插畫                               |
| 第1話                                      |                                | 和平常一样的兩人                        | 白根秀樹                       | 錦織博                         | 錦織博                         | 古賀誠                                                                               | 藤田まり子                            | 西あすか                               |
| 第2話                                      |                                | “成为”的事                              | 白根秀樹                       | 錦織博                         | 錦織博                         | 上田惠未、永川桃子 矢吹智美                                                          | 古賀誠                                | 西あすか                               |
| 第3話                                      |                                | 我的TOYS                                | 會川昇                         | 花井宏和                       | 花井宏和                       | 丸山修二                                                                             | 藤田まり子                            | 西あすか                               |
| 第4話                                      |                                | 不願認輸的心情                          | 會川昇                         | 花井宏和                       | 江副仁美                       | 松本勝次、阿部可奈子 竹內昭、佐佐木一浩 臼井文明                                     | 古賀誠                                | 西あすか                               |
| 第5話                                      |                                | 神秘的老奶奶                            | 安川正吾                       | 城所聖明                       | 關谷真實子                     | 池田早香、永川桃子 寺尾憲治                                                          | 藤田まり子                            | 西あすか                               |
| 第6話                                      |                                | 回家吧                                  | 伊神貴世                       | 佐藤雄三                       | 錦織博                         | 大田謙治                                                                             | 高橋みか                              | 西あすか                               |
| 第7話                                      |                                | 末路的前奏                              | 伊神貴世                       | 福田道生                       | 村田尚樹                       | 阿部可奈子、竹內昭 佐佐木一浩、築山翔太                                              | 藤田まり子                            | 西あすか                               |
| 第8話                                      |                                | 姬百合學姊                              | 安川正吾                       | migmi                          | 上野史博                       | 成松義人                                                                             | 高橋みか                              | 西あすか                               |
| 第9話                                      |                                | 自己的力量                              | 會川昇                         | 花井宏和                       | 花井宏和                       | 菊池聰延                                                                             | 藤田まり子                            | 西あすか                               |
| 第10話                                     |                                | 一直在一起                              | 會川昇                         | 花井宏和                       | 則座誠                         | 國行由里江                                                                           | 藤田まり子                            | 西あすか                               |
| 第11話                                     |                                | 大家與兩人                              | 白根秀樹                       | 菊池聰延                       | 菊池聰延                       | 菊池聰延                                                                             | 藤田まり子                            | 西あすか                               |
| 第12話                                     |                                | 嶄新的兩人                              | 白根秀樹                       | 錦織博                         | 錦織博                         | 大田謙治                                                                             | 藤田まり子                            | 西あすか                               |
| 第4期《偵探歌劇 少女福爾摩斯 TD》          |                                |                                         |                                |                                |                                |                                                                                      |                                       |                                        |
| 話數                                       | 副標題                         | 中文副標題                              | 腳本                           | 分镜                           | 演出                           | 作畫監督                                                                             | 片尾插畫                              | 事件原型                               |
| 第1話                                      |                                | 妖精都隱藏於森林裡                      | 小室天河                       | 花井宏和                       | 花井宏和                       | 大田謙治                                                                             |                                       | 小孩都隱藏於森林裡 （科林·威尔考克斯） |
| 第2話                                      |                                | 完美的丑角                              | 小室天河                       | 菊池聰延                       | 菊池聰延                       | 菊池聰延                                                                             | 完美的藍 （宮部美幸）                 |                                        |
| 第3話                                      |                                | 在遙遠的咖哩之國                        | 雜破業                         | 錦織博                         | 中山洋                         | 芝田千紗、永山惠 北原章雄、向河原憲 山崎輝彥、菊池聰延                               | 步行九英里 （哈里·凯梅尔曼）          |                                        |
| 第4話                                      |                                | 嘗試曇花一現                            | 白根秀樹                       | 西田正義                       | 矢野孝典                       | 李富熙                                                                               | 算計 （米澤穗信）                     |                                        |
| 第5話                                      |                                | 卡蘿的贖金                              | 伊神貴世                       | 宮崎なぎさ                     | 守田藝成                       | 青木昭仁、出野喜則                                                                   | 奧林匹克的贖金 （奧田英朗）           |                                        |
| 第6話                                      |                                | 一切都會成為F5                          | 安川正吾                       | 花井宏和 櫻井弘明              | 室谷靖                         | 大田謙治、清水勝祐 成松義人、山崎輝彥                                                | 全部成为F （森博嗣）                  |                                        |
| 第7話                                      |                                | 黃色角色如何改裝？                      | 雜破業                         | 佐藤光                         | 佐藤光                         | 北原章雄、齊藤良成 菅野智之、飯泉俊臣 水野隆宏、小川浩司                             | 黄色房间如何改裝？ （都筑道夫）       |                                        |
| 第8話                                      |                                | 推理要在慣用套路的前後                  | 伊神貴世                       | 菊池聰延                       | 菊池聰延                       | 菊池聰延、出野喜則 菅野智之                                                          | 推理要在晚餐後 （東川篤哉）           |                                        |
| 第9話                                      |                                | 心繫賭場                                | 安川正吾                       | 中山洋                         | 守田藝成                       | 代見裕美、山崎輝彥 BSP                                                               | 007首部曲：皇家夜總會 （伊恩·佛萊明） |                                        |
| 第10話                                     |                                | 牽絆+1                                  | 雜破業                         | 西田正義                       | 矢野孝典                       | 正金寺直子、出野喜則 森田實、館崎大 粟井重紀、泉瞬臣 水野隆宏                        |                                       |                                        |
| 第11話                                     |                                | 愛之器                                  | 橫水兵一                       | 花井宏和                       | 花井宏和                       | 菊池聰延、北原章雄 池川陽子、山本真嗣 代見裕美、正金寺直子 山崎輝彥、菅野智之 館崎大 |                                       |                                        |
| 第12話                                     | The detective of the Opera     | The detective of the Opera              | 雜破業                         | 錦織博                         | 錦織博                         | 大田謙治、菊池聰延 池川陽子、正金寺直子 代見裕美、出野喜則 水野隆宏、芝田千紗        |                                       |                                        |

### 播放电视台
日本深夜動畫：下文記載的日本国内播放時間使用日本標準時間（UTC+9）表示。因為部分時間标识會採用30小时制，因此請留意这类超过24:00的时间，其實際播放時間為翌日清晨。
| 播放地區                                                                     | 播放電視台                | 播放日期                        | 播放時間            | 所屬聯播網          | 備註                                                                                      |
| 第1期                                                                        | 第1期                     | 第1期                           | 第1期               | 第1期               | 第1期                                                                                     |
| ---------------------------------------------------------------------------- | ------------------------- | ------------------------------- | ------------------- | ------------------- | ----------------------------------------------------------------------------------------- |
| 東京都                                                                       | TOKYO MX                  | 2010年10月7日－12月23日         | 星期四 23:00－23:30 | 独立UHF局           |                                                                                           |
| 中京廣域圏                                                                   | 中部日本放送              | 2010年10月8日－12月24日         | 星期五 26:30－27:00 | 日本新聞網          | 節目                                                                                      |
| 千葉縣                                                                       | 千葉電視台                | 2010年10月9日－12月25日         | 星期六 26:05－26:35 | 独立UHF局           |                                                                                           |
| 近畿廣域圏                                                                   | 每日放送                  | 2010年10月9日－12月25日         | 星期六 26:58－27:28 | 日本新聞網          | Anime Shower第3部                                                                         |
| 日本全國                                                                     | 偵探歌劇 少女福爾摩斯頻道 | 2010年10月10日－12月26日        | 星期一 5:00 更新    | 網絡電視            | 最新話1週時間免費                                                                         |
| 福岡縣                                                                       | TVQ九州放送               | 2010年10月10日－12月26日        | 星期日 26:30－27:00 | 東京電視網          |                                                                                           |
| 神奈川縣                                                                     | 神奈川電視台              | 2010年10月11日－12月27日        | 星期一 25:45－26:15 | 独立UHF局           |                                                                                           |
| 北海道                                                                       | TV北海道                  | 2010年10月12日－12月28日        | 星期二 26:00－26:30 | 東京電視網          |                                                                                           |
| 埼玉縣                                                                       | 埼玉電視台                | 2010年10月13日－12月29日        | 星期三 26:00－26:30 | 独立UHF局           |                                                                                           |
| 日本全國                                                                     | AT-X                      | 2011年1月3日－3月21日           | 星期一 8:30－9:00   | 衛星電視            | 有重播                                                                                    |
| 愛知縣                                                                       | 愛知電視台                | 2011年10月2日－12月18日         | 星期日 25:05－25:35 | 東京電視網          |                                                                                           |
| 香港                                                                         | J2                        | 2014年8月16日－9月20日          | 星期六 09:00－10:00 | -                   | UTC+8 繁體中文字幕 粵語及日語雙語廣播                                                     |
| 第1期特別節目                                                                |                           |                                 |                     |                     |                                                                                           |
| 日本全國                                                                     | NICONICO直播              | 2011年8月20日                   | 星期六 16:30－17:46 | 網絡電視            | 收費播放                                                                                  |
| 東京都                                                                       | TOKYO MX                  | 2011年8月25日                   | 星期四 23:00－23:30 | 独立UHF局           |                                                                                           |
| 愛知縣                                                                       | 愛知電視台                | 2011年8月27日                   | 星期六 25:50－26:20 | 東京電視網          |                                                                                           |
| 神奈川縣                                                                     | 神奈川電視台              | 2011年8月27日                   | 星期六 26:30－27:00 | 独立UHF局           |                                                                                           |
| 近畿廣域圏                                                                   | 每日放送                  | 2011年8月27日                   | 星期六 27:28－27:58 | 日本新聞網          |                                                                                           |
| 日本全國                                                                     | NICONICO頻道              | 2011年9月7日                    | 星期三 24:30 配信   | 網絡電視            |                                                                                           |
| 兵庫縣                                                                       | SUN電視台                 | 2013年6月29日                   | 星期六 22:00－22:30 | 独立UHF局           |                                                                                           |
| 香港                                                                         | J2                        | 2014年9月27日                   | 星期六 09:00－09:30 | -                   | UTC+8 繁體中文字幕 粵語及日語雙語廣播                                                     |
| 第2期                                                                        |                           |                                 |                     |                     |                                                                                           |
| 東京都                                                                       | TOKYO MX                  | 2012年1月5日－3月22日           | 星期四 23:00－23:30 | 独立UHF局           |                                                                                           |
| 日本全國                                                                     | BS日本                    | 2012年1月5日－3月22日           | 星期四 26:00－26:30 | 日本電視網 衛星電視 | 第1期未播放                                                                               |
| 神奈川縣                                                                     | 神奈川電視台              | 2012年1月7日－3月24日           | 星期六 25:00－25:30 | 独立UHF局           |                                                                                           |
| 近畿廣域圏                                                                   | 每日放送                  | 2012年1月7日－3月24日           | 星期六 26:58－27:28 | 日本新聞網          | Anime Shower第3部                                                                         |
| 愛知縣                                                                       | 愛知電視台                | 2012年1月8日－3月25日           | 星期日 25:05－25:35 | 東京電視網          |                                                                                           |
| 日本全國                                                                     | NICONICO頻道              | 2012年1月8日－3月25日           | 星期日 26:00 更新   | 網絡電視            |                                                                                           |
| 福岡縣                                                                       | TVQ九州放送               | 2012年1月8日－3月25日           | 星期日 26:30－27:00 | 東京電視網          |                                                                                           |
| 石川縣                                                                       | 北陸放送                  | 2012年1月11日－3月28日          | 星期三 25:55－26:25 | 日本新聞網          | 第1期未播放                                                                               |
| 日本全國                                                                     | AT-X                      | 2012年1月15日－4月1日           | 星期日 10:00－10:30 | 衛星電視            | 有重播                                                                                    |
| 香港                                                                         | J2                        | 2014年9月27日－11月8日          | 星期六 09:00－10:00 | -                   | UTC+8 繁體中文字幕 粵語及日語雙語廣播 9月27日09:30-10:00 11月8日09:00-09:30               |
| 第3期特別節目                                                                |                           |                                 |                     |                     |                                                                                           |
| 東京都                                                                       | TOKYO MX                  | 2013年7月6日                    | 星期六 22:00－22:30 | 獨立UHF局           |                                                                                           |
| 兵庫縣                                                                       | SUN電視台                 | 2013年7月6日                    | 星期六 22:00－22:30 | 獨立UHF局           |                                                                                           |
| 愛知縣                                                                       | 愛知電視台                | 2013年7月7日                    | 星期日 25:05－25:35 | 東京電視網          |                                                                                           |
| 日本全國                                                                     | BS日本                    | 2013年7月7日                    | 星期日 26:00－26:30 | 日本電視網 衛星電視 |                                                                                           |
| 第三期（前半為「少女福爾摩斯情報局」，後半為動畫本篇「二人是少女福爾摩斯」） |                           |                                 |                     |                     |                                                                                           |
| 東京都                                                                       | TOKYO MX                  | 2013年7月13日－9月28日          | 星期六 22:00－22:30 | 獨立UHF局           | 7月6日播放「二人是Milky Homes在前特番」 6月30日播放「偵探歌劇夏日特別篇」                 |
| 兵庫縣                                                                       | SUN電視台                 | 2013年7月13日－9月28日          | 星期六 22:00－22:30 | 獨立UHF局           | 第1、2期未播放 7月6日播放「二人是少女福爾摩斯在前特番」 6月30日播放「偵探歌劇夏日特別篇」 |
| 愛知縣                                                                       | 愛知電視台                | 2013年7月14日－9月29日          | 星期日 25:05－25:35 | 東京電視網          | 7月7日播放「二人是少女福爾摩斯在前特番」                                                  |
| 日本全國                                                                     | BS日本                    | 2013年7月14日－9月29日          | 星期日 26:00－26:30 | 日本電視網 衛星電視 | 7月7日播放「二人是少女福爾摩斯在前特番」                                                  |
| 日本全國                                                                     | NICONICO直播              | 2013年7月15日－9月30日          | 星期一 23:30－23:45 | 網絡電視            | 只播放「二人是少女福爾摩斯」動畫                                                          |
| 日本全國                                                                     | NICONICO頻道              | 2013年7月15日－9月30日          | 星期二 24:00 更新   | 網絡電視            | 只播放「二人是少女福爾摩斯」動畫                                                          |
| 日本全國                                                                     | AT-X                      | 2013年7月18日－10月3日          | 星期四 21:00－21:30 | 衛星電視            | 有重播                                                                                    |
| 日本全國                                                                     | NICONICO直播              | 2013年8月16日（第1話－第5話）   | 星期五 21:30－22:27 | 網絡電視            | 只播放「二人是少女福爾摩斯」動畫                                                          |
| 日本全國                                                                     | NICONICO直播              | 2013年9月18日（第6話－第8話）   | 星期四 21:00－21:36 | 網絡電視            | 只播放「二人是少女福爾摩斯」動畫                                                          |
| 日本全國                                                                     | NICONICO直播              | 2013年10月21日（第9話－第12話） | 星期一 23:30－24:17 | 網絡電視            | 只播放「二人是少女福爾摩斯」動畫                                                          |
| 精選                                                                         |                           |                                 |                     |                     |                                                                                           |
| 東京都                                                                       | TOKYO MX                  | 2014年1月11日－3月1日           | 星期六 22:00－22:30 | 獨立UHF局           |                                                                                           |
| 兵庫縣                                                                       | SUN電視台                 | 2014年1月11日－3月1日           | 星期六 22:00－22:30 | 獨立UHF局           |                                                                                           |
| 第4期                                                                        |                           |                                 |                     |                     |                                                                                           |
| 東京都                                                                       | TOKYO MX                  | 2015年1月3日－3月28日           | 星期六 22:00－22:30 | 獨立UHF局           |                                                                                           |
| 兵庫縣                                                                       | SUN電視台                 | 2015年1月3日－3月28日           | 星期六 22:00－22:30 | 獨立UHF局           |                                                                                           |
| 神奈川縣                                                                     | 神奈川電視台              | 2015年1月3日－3月28日           | 星期六 24:00－24:30 | 獨立UHF局           |                                                                                           |
| 日本全國                                                                     | BS日本                    | 2015年1月4日－                  | 星期日 24:00－24:30 | 日本電視網 衛星電視 |                                                                                           |
| 愛知縣                                                                       | 愛知電視台                | 2015年1月4日－                  | 星期日 25:05－25:35 | 東京電視網          |                                                                                           |
| 日本全國                                                                     | AT-X                      | 2015年1月6日－                  | 星期二 22:30－23:00 | 衛星電視            | 有重播                                                                                    |
| 日本全國                                                                     | NICONICO直播              | 2015年1月7日－                  | 星期三 23:00－23:30 | 網絡電視            |                                                                                           |
| 日本全國                                                                     | NICONICO頻道              | 2015年1月7日－                  | 星期三 23:30 更新   | 網絡電視            |                                                                                           |
| 日本全國                                                                     | BANDAI CHANNEL            | 2015年1月8日－                  | 星期四 12:00 更新   | 網絡電視            |                                                                                           |
| 石川縣                                                                       | 北陸放送                  | 2015年1月10日－                 | 星期六 26:23－26:53 | 日本新聞網          |                                                                                           |

| 香港 J2 星期六09:00－10:00節目 11月8日09:00-09:30 | 香港 J2 星期六09:00－10:00節目 11月8日09:00-09:30                          | 香港 J2 星期六09:00－10:00節目 11月8日09:00-09:30 |
| ------------------------------------------------- | -------------------------------------------------------------------------- | ------------------------------------------------- |
|                                                   | 少女福爾摩斯 第1輯+第1輯電視特別節目+第2輯 （2014年8月16日－11月8日）      |                                                   |
| TIGER & BUNNY 重播                                | 翠星上的加爾岡緹亞 重播                                                    |                                                   |
| J2 星期一至四 24:35－25:05 節目                   |                                                                            |                                                   |
| 青之祓魔師 重播                                   | 少女福爾摩斯 第1輯+第1輯電視特別節目+第2輯 重播 （2015年3月30日－5月11日） | 火影忍者疾風傳V 第197－242話 重播                 |

## 漫画
| 冊數 | 角川書店      | 角川書店               |
| 冊數 | 發售日期      | ISBN                   |
| ---- | ------------- | ---------------------- |
| 1    | 2010年8月26日 | ISBN 978-4-04-715515-2 |
| 2    | 2011年2月26日 | ISBN 978-4-04-715636-4 |

## 其他
- 根据阿瑟·柯南·道尔的草稿，他曾考虑以“Shellinford·Holmes”作为主角的名字，但最後还是以“Sherlock·Holmes”出版。虽然在福尔摩斯作品中并不存在“Shellingford·Holmes”这样的名字，但在威廉．S. 巴林所着作的「自传」《贝克街的福尔摩斯─世界首位咨询侦探的一生》（Sherlock Holmes of Baker Street: A Life of the World's First Consulting Detective）中，把“Shellinford·Holmes”描写为迈克罗夫特·福尔摩斯和歇洛克·福尔摩斯的哥哥。[25]

## 脚注
1. ↑  . Furusaki Yasunari.   [2013年8月7日]. （原始内容存档于2013年12月12日） （日语）.
2. ↑  她的声优是在网络上公开竞选所决定的。BUSHIROAD CARD GAME LIVE2010特設網站 （页面存档备份，存于）
3. ↑  . Amazon.co.jp.   [2013年8月4日] （日语）.
4. ↑  . Amazon.co.jp.   [2013年8月4日] （日语）.
5. ↑  . 動畫新聞網. 2011年8月25日  [2013年6月1日]. （原始内容存档于2019年12月23日）.
6. ↑  . 動畫新聞網. 2012-07-22  [2013-06-01]. （原始内容存档于2019-12-23）.
7. ↑  . 動畫新聞網. 2011年8月19日  [2013年8月5日]. （原始内容存档于2019年8月10日）.
8. ↑  . 動畫新聞網.   [2013年8月7日]. （原始内容存档于2020年11月16日） （英语）.
9. ↑  . Milky TD制作委员会. 侦探歌剧官方网站.   [2014-09-18]. （原始内容存档于2014-09-18） （日语）.
10. ↑  日本翻译为《ポケットにライ麦を》
11. ↑  日文标题为《三角館の恐怖》
12. ↑  日本翻译为《花婿失踪事件》
13. ↑  日本翻译为《第三の女》
14. ↑  日本翻译为《シャーロック・ホームズの帰還》
15. ↑  日本翻译为《野望の果て》
16. ↑  日本翻译为《シャーロック・ホームズの回想》
17. ↑  日本翻译为《構想の死角》
18. ↑  日本翻译为《愛しい骨》
19. ↑  日本翻译为《ライオンのたてがみ》
20. ↑  原标题为《Hiding Place》，日文译名为
21. ↑  原标题为《The Nine Mile Walk》，日文译名为
22. 1 2  在官方網站上不知緣何變成了「九州電視台」。
23. ↑  . 日本亞馬遜.   [2020年1月31日] （日语）.
24. ↑  . 日本亞馬遜.   [2020年1月31日] （日语）.
25. ↑  .   [2013-11-12]. （原始内容存档于2013-11-12）.